# Яунберзская волость
Яунберзская волость (латыш. Jaunbērzes pagasts) — одна из территориальных единиц Добельского края. Находится на Тирельской и Земгальской равнинах Среднелатвийской низменности.
Граничит с Берзской и Добельской волостями своего края, а также с Джукстской волостью Тукумского края, Калнциемской и Ливберзской волостями Елгавского края.
Наиболее крупные населённые пункты Яунберзской волости: Яунберзе (волостной центр), Апшупе, Казупе, Сипеле, Межиниеки.
По территории волости протекают реки: Пиенава, Вецслампе.
Наивысшая точка: около 30 м.
Национальный состав: 69,8 % — латыши, 14,8 % — русские, 6,2 % — белорусы, 3 % — поляки, 2,8 % — литовцы.
Волость пересекают автомобильные дороги A9 Рига — Лиепая, P98 Елгава — Тукумс и железнодорожная линия Елгава — Тукумс.

## История
В XVI веке на территории волости, на берегу реки Пиенавы, находилось Ривское поместье, в 1780 году курляндский герцог Пётр Бирон выстроил здесь замок.
После Второй мировой войны был организован совхоз «Берзе», ликвидированный в начале 1990-х годов.
В 1935 году территория Берзмуйжской волости Елгавского уезда составляла 133,3 км², на ней проживало 2009 человек.
В 1945 году в волости были образованы Берзский и Межиниекский сельские советы. В 1949 году произошла отмена волостного деления и Берзский сельсовет входил в состав Добельского района.
В 1962 году к Берзскому сельсовету была присоединена территория совхоза «Берзе» Джукстского сельсовета. В 1971 и 1977 годах последовал ещё ряд обменов территориями с соседними сельсоветами.
В 1990 году Берзский сельсовет был реорганизован в Берзскую и Яунберзскую волости. В 2009 году, по окончании латвийской административно-территориальной реформы, Яунберзская волость вошла в состав Добельского края.
В 2007 году в волости находилось 11 экономически активных предприятий, Межиниекская основная школа, детское дошкольно-образовательное учреждение «Минкупаркс». библиотека, дом культуры, докторат, почтовое отделение.